# Sammy Rotich
Dit overzicht is mogelijk incompleet; u kunt helpen door het uit te breiden.
Sammy Kibet Rotich (1980) is een Keniaans langafstandsloper, die is gespecialiseerd in de marathon.
In 2004 werd hij nog zesde op deze marathon van Eindhoven in 2:14.03. Hij won in 2006 op 36-jarige leeftijd de 38e marathon van Enschede in 2:12.05. Hij versloeg hiermee zijn landgenoot John Kelai in de eindsprint. De winst was pas na het bekijken van de fotofinish duidelijk. Hij verdiende hiermee 5000 euro. In 2006 won hij ook de marathon van Laussane in 2:14.39.

## Persoonlijk record
| Onderdeel | Prestatie | Datum         | Plaats   |
| --------- | --------- | ------------- | -------- |
| marathon  | 2:12.05   | 23 april 2006 | Enschede |

## Palmares

### halve marathon
- 2011: 4e halve marathon van Rio de Janeiro - 1:05.41

### marathon
- 2004: 6e marathon van Eindhoven - 2:14.03
- 2005: 5e marathon van Košice - 2:17.44
- 2006:  marathon van Enschede - 2:12.05
- 2006:  marathon van Lausanne - 2:14.39
- 2007:  marathon van Ljubljana - 2:14.01
- 2008: 4e marathon van Košice - 2:12.31
- 2009:  marathon van Casablanca - 2:13.36
- 2010: 4e marathon van Belgrado - 2:19.29
- 2010: 9e marathon van Casablanca - 2:16.08
- 2011: 7e marathon van Jerusalem - 2:32.31
- 2011:  marathon van Foz do Iguazu - 2:19.31
- 2011:  marathon van Curitiba - 2:26.23
- 2013: 5e marathon van São Paulo - 2:19.48
- 2013: 31e marathon van Nairobi - 2:19.58
- 2014: 7e marathon van Rio De Janeiro - 2:21.47
- 2014: 5e marathon van Asuncion - 2:30.24